# Port lotniczy Kielce-Obice
Port lotniczy Kielce-Obice – planowany port lotniczy na terenie miejscowości: Obic i Grabowca, na granicy dwóch gmin – Morawicy i Chmielnika, w powiecie kieleckim, w województwie świętokrzyskim.
Decyzję o budowie portu lotniczego w Obicach i Grabowcu podjęto w czerwcu 2006 roku. Konkurs na jego koncepcję architektoniczną został rozstrzygnięty w lutym 2009 roku. W tym samym roku Urząd Lotnictwa Cywilnego wydał promesę zezwalającą na założenie lotniska cywilnego w Obicach. W 2012 roku w rejonie planowanego portu lotniczego przeprowadzono pierwsze prace budowlane, polegające na przebudowie napowietrznej linii elektroenergetycznej.
Port Lotniczy Kielce S.A. posiadał otrzymaną w marcu 2012 roku, po 31 miesiącach starań, decyzję środowiskową, zezwalającą na rozpoczęcie makroniwelacji terenu. Została ona zaskarżona przez właścicieli działek w Obicach oraz Stowarzyszenie Pracownia na rzecz Wszystkich Istot i uchylona w lipcu 2013 roku przez Generalną Dyrekcję Ochrony Środowiska. Powodem tego były: niezgodne z przepisami rozpatrzenie w jednej decyzji środowiskowej budowy lotniska i wydobycia kruszywa, koniecznego do powstania pasa startowego, a także niekompletne dokumenty.
Do maja 2014 roku na planowaną inwestycję przeznaczono ponad 31 mln zł. Na kwotę tę złożyło się m.in. nabycie 530 ha ziemi, których zakup kosztował 22,368 mln zł, z czego 8 mln zł pochodziło z dotacji rządowej. Nadto 4,5 mln zł wydano na dokumentację w postaci raportów, analiz i studium wykonalności, zaś 4 mln zł miasto Kielce wniosło do powstałej w marcu 2008 roku spółki Port Lotniczy Kielce. Dalsze koszty budowy, po zmniejszeniu długości pasa startowego do 2500 m i rezygnacji z części obiektów kubaturowych, szacowane są na kwotę ok. 360 mln zł.
W latach 2008–2013 spółka Port Lotniczy Kielce przyniosła straty w wysokości blisko 2,7 mln zł, co związane było z nieuzyskiwaniem przychodów i generowaniem kosztów związanych z działalnością statutową.

## Położenie

### Kwestia budowy
Świętokrzyskie jest jednym z trzech województw – obok opolskiego i podlaskiego – nieposiadającym czynnego portu lotniczego. Zwolennicy budowy lotniska w Obicach, m.in. prezydent miasta w latach 2002 - 2018 Wojciech Lubawski, zwracają uwagę na fakt, że bez niego Kielce, stanowiące drugi ośrodek targowy w kraju (Targi Kielce), oraz region stracą możliwość rozwoju. Podnoszone są również kwestie: poprawy konkurencyjności tej części Polski oraz przejęcia części pasażerów portu lotniczego Kraków-Balice. W 2007 roku miasto zamówiło u brytyjskiej firmy Ove Arup opracowanie raportu, który miał wykazać ekonomiczny sens budowy lotniska. Zaprezentowano w nim dwie wersje – według optymistycznej port lotniczy miałby obsługiwać rocznie pięć milionów pasażerów i przynosić zysk na poziomie 74 mln zł, natomiast według ostrożnej – przyjmować dwa miliony osób i generować trzykrotnie mniejszy zysk.
Z drugiej strony Kielce położone są pomiędzy sześcioma lotniskami – Warszawa-Okęcie (ok. 174 km), Łódź-Lublinek (ok. 147 km), Kraków-Balice (ok. 127 km), Rzeszów-Jasionka (ok. 155 km), Katowice-Pyrzowice (ok. 140 km) i Lublin-Świdnik (ok. 189 km). Został również oddany do użytku port lotniczy Radom-Sadków (ok. 82 km). Budowę lotniska pod Kielcami za nieuzasadnioną ekonomicznie uznał m.in. marszałek województwa świętokrzyskiego Franciszek Wołodźko, z którego inicjatywy nie została ona wpisana do projektu Regionalnego Programu Operacyjnego. Poseł Artur Gierada zwrócił uwagę na fakt nierentowności większości polskich portów lotniczych. Eksperci Komisji Europejskiej wypowiedzieli się negatywnie o raporcie Ove Arup, uznając, że ich prognozy są zawyżone nawet trzykrotnie. Jednocześnie zaproponowali m.in. skupienie się na rozbudowie połączeń kolejowych i drogowych z istniejącymi lotniskami, przede wszystkim w Warszawie i Krakowie.

### Wybór Obic i Grabowca
O możliwość lokalizacji podkieleckiego lotniska na swoim terenie walczyły cztery świętokrzyskie gminy: Miedziana Góra, Piekoszów oraz Morawica wraz z gminą Chmielnik. Gmina Miedziana Góra odpadła z rywalizacji najwcześniej, gdy nie udało jej się spełnić wszystkich przepisów prawa lotniczego. Gmina Piekoszów wystąpiła z propozycją przekazania na potrzeby przyszłego lotniska ponad 400-hektarowego terenu, w pobliżu wsi Rykoszyn. Gminy Morawica i Chmielnik zaproponowały miejsce w rejonie Obic i Grabowca. W połowie czerwca 2006 roku firma konsultingowa, odpowiedzialna za niezależną ocenę, wskazała na Obice i Grabowiec, leżące ok. 23 km od centrum Kielc.
Samorząd województwa świętokrzyskiego forsował projekt budowy portu lotniczego pod Kielcami w oparciu o istniejące w Masłowie lotnisko sportowe (położone w linii napowietrznej ok. 26 km na północny wschód od Obic). Urząd marszałkowski skłonny był przekazać na jego rozbudowę kilkadziesiąt milionów złotych ze środków unijnych. W tym celu Świętokrzyski Zarząd Dróg Wojewódzkich ogłosił we wrześniu 2013 roku przetarg na przebudowę przebiegającej obok lotniska drogi wojewódzkiej nr 745. Jednakże ze względu na fakt, iż z europejskiego wsparcia finansowego skorzystać mogę jedynie lotniska znajdujące się w sieci TEN-T, władze województwa wskazały w 2014 roku tereny w Obicach jako zarezerwowane na potrzeby portu lotniczego, zwracając jednocześnie uwagę, że lotnisko w Masłowie jest potrzebne dla lotów sportowych, turystycznych, dyspozycyjnych i biznesowych.

### Centralny Port Lotniczy
W 2013 władze Kielc złożyły wniosek do ministra skarbu państwa Mikołaja Budzanowskiego w sprawie utworzenia w Obicach Centralnego Portu Lotniczego dla Polski. Zgodnie z dokumentem, CPL miałby początkowo obsługiwać ruch pasażerski i towarowy, natomiast docelowo stanowić duże centrum logistyczne dla Europy Wschodniej. Autorzy uzasadnienia zwrócili uwagę na stosunkowo niewielkie oddalenie od Warszawy, Krakowa czy Katowic oraz położenie między drogami krajowymi (7, 73, 74) oraz przy linii kolejowej numer 8 Warszawa–Kraków. Podnieśli nadto kwestię wzrastającego zapotrzebowania na usługi transportu lotniczego – zgodnie z rządową Strategią Rozwoju Transportu do 2020 roku (z perspektywą do 2030 roku) roczna liczba pasażerów ma wzrosnąć w ciągu 20 lat z 30,4 mln (2015) do 78,2 mln (2035).

## Realizacja

### Projekt
Ogłoszonym w sierpniu 2008 roku konkursem na projekt portu lotniczego zainteresowanych było osiem firm i konsorcjów, jednak swoje prace złożyło pięć. Ich oceną zajął się sąd konkursowy. Zgłoszone koncepcje zawierały zarówno część opisową, jak i wizualizację przyszłego lotniska.
W lutym 2009 roku wyłoniono zwycięzcę konkursu. Wygrała oferta złożona przez konsorcjum firm – Biuro Studiów i Projektów Lotniskowych „Polconsult” i Autorską Pracownię Architektury „Kuryłowicz”. Koncepcja przedstawiona przez projektantów zakładała budowę lotniska etapami, zgodnie z przyjętym przez nich założeniem, że przyrost pasażerów następuje w perspektywie lat. Według projektu obsługa pasażerów odbywałaby się początkowo na parterze i pierwszym piętrze w budynku administracyjnym, położonym niedaleko wieży kontroli lotów. Drugim etapem byłaby budowa dużego terminala, mająca nastąpić w momencie, kiedy port lotniczy zacząłby obsługiwać rocznie co najmniej 500 tys. osób.
Pierwotny plan zakładał wybudowanie pasa startowego o długości 2800 m i szerokości 60 m (45 m + 2 × 7,5 m). Po przeprowadzonej analizie zdecydowano w 2014 roku o skróceniu długości drogi startowej do 2500 m i rezygnacji z części obiektów kubaturowych, co pozwala zredukować szacunkowe koszty budowy z 630 mln zł do 360 mln zł.

### Środowisko
W 2007 roku przeprowadzono liczenie roślin i zwierząt zamieszkujących teren planowanego portu lotniczego. Zbadanie stanu  flory i fauny było konieczne w celu ubiegania się o decyzję środowiskową dla lotniska. O jej wydanie Port Lotniczy Kielce S.A. wystąpił w sierpniu 2009 roku; otrzymał ją po 31 miesiącach, w marcu 2012 roku. Od decyzji odwołali się jednak mieszkańcy Obic i ekolodzy z Pracowni na rzecz Wszystkich Istot, w związku z czym została ona w lipcu 2013 roku uchylona przez Generalną Dyrekcję Ochrony Środowiska. Powodem tego były: niezgodne z przepisami rozpatrzenie w jednej decyzji środowiskowej budowy lotniska i wydobycia kruszywa, konicznego do powstania pasa startowego, a także niekompletne dokumenty. Miasto odwołało się do Wojewódzkiego Sądu Administracyjnego, ale przegrało.
W celu uzyskania nowej decyzji środowiskowej Port Lotniczy Kielce S.A. zorganizował w 2014 roku przetarg na inwentaryzację przyrodniczą terenu przyszłego lotniska, który wygrała Pracownia Badań Ekologicznych „Natura”. W tym samym roku rozpoczęto ponowny proces badania flory i fauny, którym został objęty nie tylko obszar planowanego portu lotniczego, ale również, w przypadku ptaków, teren odległy o 9 km.

### Prace przygotowawcze i rezygnacja z projektu
Do maja 2007 roku miasto Kielce wykupiło ok. 120 ha ziemi. W trakcie prowadzonych prac przygotowawczych, zmierzających do wybudowania lotniska, powstała spółka Port Lotniczy Kielce S.A, powołana aktem notarialnym 18 marca 2008 roku. W listopadzie 2008 roku pozyskała ona plan organizacji ruchu lotniczego na lotnisku i w jego regionie, opracowany przez Polską Agencję Żeglugi Powietrznej. W 2009 roku, po wykupieniu ok. 450 ha ziemi, miasto podjęło decyzję, że kolejne sto niezbędnych hektarów pozyska poprzez wywłaszczenie. Uzasadnieniem takiego postępowania były m.in. żądania zbyt wygórowanych cen przez właścicieli.
W 2009 roku Urząd Lotnictwa Cywilnego wydał promesę zezwalającą na założenie lotniska cywilnego w Obicach; dokument ważny był do 31 grudnia 2013 roku. Również w 2009 roku miasto odebrało całą koncepcję architektoniczno-budowlaną lotniska oraz projekt wyrównania terenu. Zapowiedziano wówczas rozpoczęcie wiosną następnego roku makroniwelacji terenu, tj. zrównania Kamiennej Góry w Grabowcu. Nie doszło jednak do niej ze względu na brak decyzji środowiskowej; nie rozpoczęto również zapowiadanego wydobycia znajdującego się w tym miejscu kruszywa, którego złoża szacowano na 15 mln t.
W kwietniu 2012 roku rozstrzygnięto pierwszy przetarg na prace budowlane na terenie przyszłego portu lotniczego, dotyczące przebudowy sieci energetycznych. Zakończono je pięć miesięcy później, we wrześniu. Nowo wybudowana sieć objęła 970 m linii napowietrznej oraz 1395 m linii kablowej podziemnej. Do maja 2014 pozyskano łącznie ok. 530 ha ziemi z potrzebnych ok. 570 ha.
W 2018 roku, po wnikliwej analizie sytuacji zdecydowano się przerwać realizację projektu a pozyskane grunty przeznaczyć na inne cele jak np. strefa przemysłowa. Równocześnie zaczęto coraz głośniej mówić o przeorientowaniu starań w sprawie cywilnej komunikacji lotniczej na lotnisko w nieodległym Radomiu. Marcin Piętak, prezes Regionalnej Organizacji Turystycznej Województwa Świętokrzyskiego powiedział wprost: "Dla nas strategicznie to jest obowiązek".